# Fussingen
Fussingen ist der kleinste und höchstgelegene Ortsteil der Gemeinde Waldbrunn (Westerwald) im mittelhessischen Landkreis Limburg-Weilburg.

## Geographie

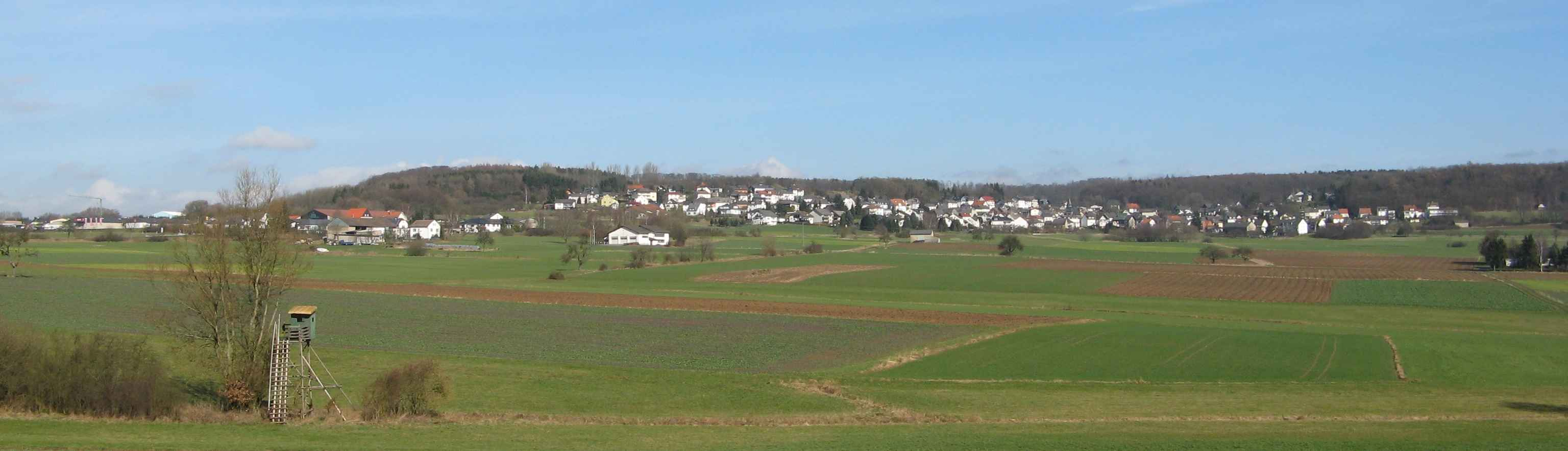
Ansicht von Fussingen, im Hintergrund der Heidersberg

Fussingen liegt im südlichen Westerwald, etwa 19 Kilometer nördlich von Limburg an der Lahn, 13 Kilometer westlich von Weilburg und 12 Kilometer östlich von Westerburg. Der Ort liegt in Hessen an der Grenze zu Rheinland-Pfalz.
Die angrenzenden Orte sind, von Norden beginnend im Uhrzeigersinn:
Waldernbach (Gemeinde Mengerskirchen), Lahr, Hintermeilingen, Ellar, Hausen, (Gemeinde Waldbrunn Westerwald), Neunkirchen (Verbandsgemeinde Rennerod). Neunkirchen gehört zum Westerwaldkreis in Rheinland-Pfalz, die übrigen Orte zum Landkreis Limburg-Weilburg in Hessen.
Fussingen liegt am Südhang der Berge Heidersberg (388 m.ü.NN), Stein (390 m.ü.NN) und Hagenberg (370 m.ü.NN). Der Ort liegt oberhalb 330 m.ü.NN. Ergiebige Quellbäche des Kerkerbachs entspringen in der Fussinger Gemarkung. Der nördliche Teil der Gemarkung gehört zum Vorflutbereich des Lasterbach, einem Zulauf des Elbbach. Der höchste Berg der Gemarkung ist der Kohlhau (425 m.ü.NN) zwischen Fussingen und Waldernbach.

### Geologie
Der Ort liegt im Übergangsbereich zwischen dem Oberwesterwald und dem Limburger Becken im Oberwesterwälder Hügelland. Geologisch besteht der Untergrund aus oberdevonischem Schiefer, der jedoch nicht hervortritt. Diese Schicht besitzt ein Alter vor etwa 300 Millionen Jahren. Über dieser Schicht haben sich tertiäre Ablagerungen gebildet, vor allem während der Miozänzeit vor etwa 20 Millionen Jahren. Diese bestehen im Wesentlichen aus Basalten und Tonen, aber auch Braunkohle, Phosphorit, Kupfererzen, Pyrit, Eisenerzen und Manganerzen. Der Oberboden ist stark lößhaltig.

### Klima
Die Jahresmitteltemperatur liegt bei 7,2 °C. Die mittlere jährliche Niederschlagsmenge beträgt etwa 760 Millimeter und ist damit etwas geringer als im Oberwesterwald, aber deutlich höher als im Limburger Becken.

## Geschichte

### Frühgeschichte
Die Gemarkung wurde bereits während einer vorgermanischen Siedlungsperiode besiedelt. Bei Bauarbeiten der Kerkerbachbahn wurde eine Urne aus der Zeit um 1000 v. Chr. gefunden. Diese Urne befindet sich heute im Museum Wiesbaden, eine Kopie ist im Heimatmuseum Ellar vorhanden. Von der Dornburg, dem Heidenhäuschen, aber auch dem Nachborort Lahr (Westerwald) sind Funde bekannt, die eine keltische Besiedlung während der La-Tène-Zeit belegen. Ein weiterer bedeutender archäologischer Fund in Fussingen ist ein Steinkistengrab aus dem späten 8. Jahrhundert am Lahrer Weg, das sich ebenfalls im Museum Wiesbaden befindet. Die Entstehung des Ortsnamens Fussingen ist umstritten. Nach Heinrich Richter (ehemals Prähistoriker der Justus-Liebig-Universität Gießen) handelt es sich um einen unechten -ingen-Namen, der während der ubieschen Siedlungsperiode bis 39 v. Chr. entstanden ist. Der Name beziehe sich auf die ubiesche Matrone Vesuninahae. Nach dem Historiker Hellmuth Gensicke handelt es sich um einen echten -ingen-Namen. Dieser würde eine Entstehung des Ortes während der Völkerwanderung zwischen 375 und 600 n. Chr. anzeigen. Der Name würde sich auf den Gründer des Ortes, Fuso oder Fusing, beziehen. Die erste eindeutige urkundliche Erwähnung stammt aus dem Jahr 1270. Im Erbstreit zwischen den Herren von Westerburg und den Herren von Runkel sind Ministeriale aus „Wissungen“ (=Fussingen) genannt worden. Im Dienst der Grafen von Nassau ist ab 1342 ein Heinze von Fussingen belegt.

### Verwaltungsgeschichte

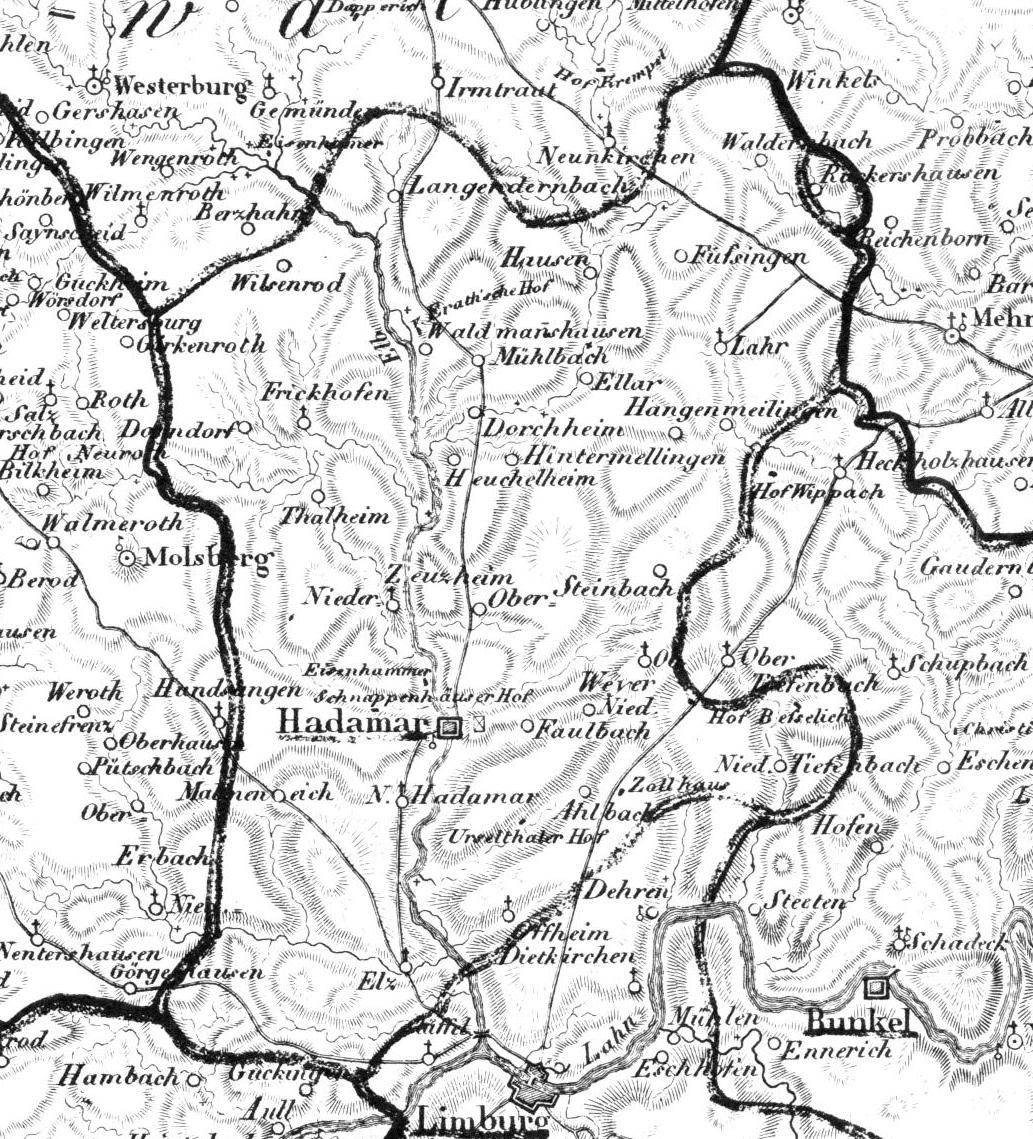
Karte von 1828 des Amt Hadamar im Herzogtum Nassau

Fussingen gehörte zur Zent Lahr des Amtes Ellar. Gegen Ende der Karolingerzeit gehörte das Amt Ellar zum Niederlahngau des Herzogtums Franken. Sitz des Zentgerichts der Herren von Molsberg war Lahr. Das Gericht ging bereits im 13. Jahrhundert an die Grafschaft Diez. Die Grafen von Diez verlegten das Gericht nach Ellar. Dieser Schritt war gegen die Herrschaft Westerburg gerichtet, die als Vögte des Stifts Gemünden auch die Vogteirechte über das Kirchspiel Lahr besaßen. Ab dem Jahr 1315 war die Zente Lahr an die Herrschaft Merenberg verpfändet. Die Einlösung erfolgte vor 1333. Im Jahr 1337 verpfändete die Grafschaft Diez die Gebiete erneut, diesmal an das Haus Nassau-Hadamar. Die Einlösung erfolgte zwischen 1356 und 1362. 1367 trat die Grafschaft Diez das Amt Ellar mit der Zente Lahr als Mitgift an die Grafschaft Katzenelnbogen ab. Nach dem Ende des Erbfolgestreits der Grafschaft Nassau-Hadamar erhielt 1408 das Haus Nassau-Dillenburg ein Drittel des Amts Ellar, der Rest verblieb bei der Grafschaft Katzenelnbogen. Mit dem Tod von Philipp von Katzenelnbogen 1479 starben die Grafen von Katzenelnbogen im Mannesstamm aus. Es entwickelte sich ein lang anhaltender Streit zwischen den Grafen von Nassau-Dillenburg und der Landgrafschaft Hessen. Als nächster Verwandter Philipps ergriff Heinrich III. von Hessen-Marburg Besitz des Katzenelnbogener Erbes. Die hessischen Landgrafen verkauften 1534 die Hälfte ihres Anteils an Kurtrier. Mit dem Vergleich im Katzenelnbogener Erbfolgestreit 1555 kam das Amt Ellar komplett an Nassau-Dillenburg. Bei der Erbteilung des Hauses Nassau-Dillenburg im Jahr 1607 wurde das Amt Ellar der neu gegründeten Grafschaft Nassau-Hadamar unter Graf Johann Ludwig zugewiesen. Im Jahr 1650 wurde die Grafschaft zum Fürstentum erhoben. Nach dem Aussterben des Hauses Nassau-Hadamar 1711 wurde das Fürstentum mehrfach zwischen den übrigen ottonischen Linien des Hauses Nassau geteilt. Fussingen fiel 1717 an das Haus Nassau-Dillenburg, ab 1739 an das Haus Nassau-Diez, 1742/43 an das Haus Nassau-Siegen (katholisch), 1743 wieder an Nassau-Diez als letzte ottonische Linie. Im Jahr 1806 wurde Fussingen in das Großherzogtum Berg eingegliedert. Der Ort gehörte zur Mairie Lahr im Canton Hadamar. Dieser gehörte zum Arrondissement Dillenburg und damit zum Département Sieg. Nach der Niederlage Napoléon Bonapartes in der Völkerschlacht bei Leipzig wurde die oranisch-nassauische Landeshoheit wiederhergestellt. Das Haus Oranien-Nassau tauschte seinen Besitz auf dem Westerwald jedoch schon auf dem Wiener Kongress mit dem Königreich Preußen gegen Luxemburg. Das Königreich Preußen übergab noch am selben Tag das Gebiet an das Herzogtum Nassau. Bei der Neugliederung der Ämter im Herzogtum Nassau 1816 wurde Fussingen dem Amt Hadamar zugeschlagen. Nach der Annexion des Herzogtums Nassau gehörte es ab September 1866 wieder zum Königreich Preußen. Dort gehörte es der Provinz Hessen-Nassau und dem Regierungsbezirk Wiesbaden an. Im Jahr 1866 wurde durch die preußische Kreis- und Provinzialordnung die nassauische Ämterteilung aufgehoben. Fussingen gehörte zum Oberlahnkreis und ab 1886 zum neugegründeten Kreis Limburg. Im Jahr 1945 wurde der Ort der US-amerikanischen Besatzungszone zugeteilt und somit Teil Hessens. Der Ort gehörte zum Regierungsbezirk Wiesbaden. Mit dessen Auflösung 1968 wurde Fussingen Teil des Regierungsbezirkes Darmstadt und 1981 des Regierungsbezirkes Gießen. Am 1. Juli 1974 wurde der Ort Teil des neu geschaffenen Landkreises Limburg-Weilburg.
Hessische Gebietsreform (1970–1977)
Zum 1. April 1972 fusionierten im Zuge der Gebietsreform in Hessen die Orte Lahr, Fussingen und Hausen freiwillig zur neuen Gemeinde Waldbrunn. Der Name war ein Kompromiss der beteiligten Orte. Am 1. Juli 1974 wurde die alte Gemeinde Waldbrunn mit der Gemeinde Ellar kraft Landesgesetz zur neuen Gemeinde Waldbrunn zusammengeschlossen.
Für alle ehemals eigenständigen Gemeinden von Waldbrunn wurden Ortsbezirke mit Ortsbeirat und Ortsvorsteher nach der Hessischen Gemeindeordnung gebildet.
Bereits mit Schreiben vom 28. Februar 1973 sprach sich der hessische Innenminister gegen den Namen Waldbrunn als farblos und ortsfremd aus. Zur Unterscheidung von Waldbrunn (Unterfranken) schlug er den Namen Waldbrunn (Hessen) vor. Die Gemeinde trat für den Namen Waldbrunn (Westerwald) ein. Diesen Namen erhielt sie schließlich am 1. Januar 1977.
Verwaltungsgeschichte im Überblick
Die folgende Liste zeigt die Staaten bzw. Herrschaftsgebiete und deren untergeordnete Verwaltungseinheiten, in denen Fussingen lag:
Die folgende Liste zeigt im Überblick die Territorien, in denen die Ortschaften Fussingen lag, bzw. die Verwaltungseinheiten, denen sie unterstand:
- Im Früh- und Hochmittelalter: Herrschaft Ellar. Die Herrschaft Ellar bestand im Früh- und Hochmittelalter aus den Zenten Lahr, Elsoff (Westerwaldkreis, Rheinland-Pfalz), Niederzeuzheim und Frickhofen (Bleseberg), weshalb die Herrschaft auch als die „Vier Zehnten“ bezeichnet wurde.
- bis 1367: Heiliges Römisches Reich, Grafschaft Diez (1337–1405 als Pfand zur Grafschaft Hadamar)
- 1367–1405: Heiliges Römisches Reich, Grafschaft Katzenelnbogen, „Vier Zehnten“
- 1405–1479: Heiliges Römisches Reich, „Vier Zehnten“ (1/3 im Besitz von Nassau-Dillenburg und 2/3 im Besitz der Grafschaft Katzenelnbogen)
- 1479–1534: Heiliges Römisches Reich, „Vier Zehnten“ (2/3 der Landgrafschaft Hessen und 1/3 den Grafen von Nassau-Dillenburg)
- 1534–1557: Heiliges Römisches Reich, „Vier Zehnten“ (Landgrafschaft Hessen, die Grafen von Nassau-Dillenburg und Kurtrier je 1/3)
- 1557–1606: Heiliges Römisches Reich, Grafschaft Sayn, „Vier Zenten“
- 1606–1650: Heiliges Römisches Reich, Grafschaft Nassau-Hadamar, „Vier Zehnten“
- 1650–1711: Heiliges Römisches Reich, Fürstentum Nassau-Hadamar, Amt Mengerskirchen
- 1717–1743: Heiliges Römisches Reich, Fürstentum Nassau-Dillenburg, Amt Mengerskirchen
- 1743–1806: Heiliges Römisches Reich, Grafen von Nassau-Diez als Teil des Fürstentums Nassau-Oranien, Amt Mengerskirchen
- 1806–1813: Großherzogtum Berg, Département Sieg, Arrondissement Dillenburg, Kanton Hadamar
- 1813–1815: Nassau-Oranien
- ab 1816: Herzogtum Nassau, Amt Hadamar
- ab 1849: Herzogtum Nassau, Kreisamt Hadamar[Anm. 1]
- ab 1854: DeHerzogtum Nassau, Amt Hadamar
- ab 1867: Norddeutscher Bund[Anm. 2], Königreich Preußen, Provinz Hessen-Nassau, Regierungsbezirk Wiesbaden, Oberlahnkreis[Anm. 3]
- ab 1871: Deutsches Reich, Königreich Preußen, Provinz Hessen-Nassau, Regierungsbezirk Wiesbaden, Oberlahnkreis
- ab 1886: Deutsches Reich, Königreich Preußen, Provinz Hessen-Nassau, Regierungsbezirk Wiesbaden, Kreis Limburg
- ab 1918: Deutsches Reich, Freistaat Preußen, Provinz Hessen-Nassau, Regierungsbezirk Wiesbaden, Kreis Limburg
- ab 1944: Deutsches Reich, Freistaat Preußen, Provinz Nassau, Landkreis Limburg
- ab 1945: Amerikanische Besatzungszone, Groß-Hessen, Regierungsbezirk Wiesbaden, Landkreis Limburg
- ab 1946: Amerikanische Besatzungszone, Land Hessen, Regierungsbezirk Wiesbaden, Landkreis Limburg
- ab 1949: Bundesrepublik Deutschland, Land Hessen, Regierungsbezirk Wiesbaden, Landkreis Limburg
- ab 1968: Bundesrepublik Deutschland, Land Hessen, Regierungsbezirk Darmstadt, Landkreis Limburg
- ab 1974: Bundesrepublik Deutschland, Land Hessen, Regierungsbezirk Darmstadt, Landkreis Limburg-Weilburg, Gemeinde Waldbrunn[Anm. 4]
- ab 1981: Bundesrepublik Deutschland, Land Hessen, Regierungsbezirk Gießen, Landkreis Limburg-Weilburg, Gemeinde Waldbrunn

### Ortsgeschichte
Nahe Fussingen führte im Mittelalter eine Hohe Straße vorbei, die von Mainz über Limburg nach Siegen lief. Die Straße folgte der Wasserscheide zwischen dem Kerkerbach und dem Lasterbach. Vermutlich wurde diese Straße während der karolingischen Zeit als Königsstraße angelegt. Nördlich von Fussingen wird eine Straßenfestung vermutet, bisher sind jedoch keine archäologischen Arbeiten durchgeführt worden. Aus der Zeit vor dem 17. Jahrhundert ist wenig über das Dorf überliefert. Die Bevölkerung lebte überwiegend vom geringen Ertrag der Landwirtschaft auf den eher kargen Böden. Eine wichtige Rolle nahm über lange Zeit die Schafzucht ein. Der Ort gehörte zur Zent und dem Kirchspiel Lahr. In Fussingen stand eine gotische Kapelle, erstmals urkundlich 1576 erwähnt. Bereits im 16. Jahrhundert ist Fussingen als Sitz eines Hubengerichts belegt. Weiterhin bestand ab 1544 ein eigenständiges Vogtgericht für die Untertanen des Hauses Nassau-Dillenburg in den Ämtern Ellar und Neunkirchen. Ab dem Jahr 1536 setzte die Reformation in der Grafschaft Nassau-Dillenburg ein. Die Einwohner Fussingens mussten zum neuen Glauben konvertieren. Um 1557 trat der Landesherr Johann VI. von Nassau-Dillenburg zum Calvinismus über, was zu einem erneuten Wechsel der Religion führte. Im Jahr 1630 wurde der Ort als Teil der Grafschaft Nassau-Hadamar wieder katholisch. Hierzu wurden von Fürst Johann Ludwig von Nassau-Hadamar die Jesuiten beauftragt. Da die Einwohner von Fussingen als erste in der Grafschaft konvertierten, durften sie fortan die Fronleichnamsprozession im Kirchspiel Lahr anführen.
Im Dreißigjährigen Krieg (1618–1648) wurde das Dorf fast zerstört. Andere Orte in der Nachbarschaft verschwanden ganz von der Karte. 1619 plünderten bayrische und habsburgische Soldaten den Ort. 1622/23 nahmen die Truppen des kaiserlichen Generals Johann t’Serclaes von Tilly im Westerwald Winterquartier. Im Amt Ellar wurden holsteinische Truppen untergebracht. Im Jahr 1624 wurde der Ort erneut von kaiserlichen Truppen geplündert. 1632/33 kam es zu starken Verheerungen durch schwedische Truppen. In der Folge brach die Pest unter der notleidenden Bevölkerung aus, während der Jahre 1633–1636 wurde in Fussingen ein Siechenhaus für die Pestopfer der Zente Lahr errichtet. 1640 nahmen die schwedischen Truppen im Amt Ellar Quartier. Auf einen Einwohner kamen zwei Soldaten. 1646 wurde der Ort erneut von kaiserlichen Truppen geplündert.
Im Jahr 1736 beteiligen sich die Fussinger Bauern am „Klöppelstreit“, einem Aufstand gegen den neuen Landesherren in Dillenburg. Ursache war die Kriegssteuer, die Fürst Christian von Nassau-Dillenburg den Dörfern auferlegt hatte. Die Bauern jagten die Pfändungsbeamten aus den Dörfern. Ungefähr 1600 Bauern versammelten sich zu einem Heerlager am Seeweiher bei Mengerskirchen. Vieh und bewegliches Vermögen hatten die Bauern über die nahen Grenzen in andere Herrschaften gebracht. Gleichzeitig riefen die Bauern das Reichskammergericht an. Das Gericht bestätigte am 13. Juni 1736 jedoch Fürst Christian von Nassau-Dillenburg in seinem Recht und verurteilte die Bauern zu einer Geldstrafe. Fürst Christian von Nassau-Dillenburg musste aber die Fürsten von Nassau-Weilburg um Hilfe bitten, um das Urteil zu vollstrecken. Im Jahr 1762 wurde in Fussingen eine eigenständige Schule gegründet. Bis zu diesem Zeitpunkt wurde die Schule in Lahr besucht. Zuerst wurde der Unterricht im Haus des Lehrers Johann Georg Beck erteilt. Ab 1789 wurde ein Schulraum am Backhaus angebaut. Mit dem Bau der neuen Mainzer Landstraße (heute Bundesstraße 54) ab 1780 verliert Fussingen die Fernstraße. Bei der Flurbereinigung um 1790 verschwand die nun bedeutungslose alte Hohe Straße aus der Gemarkung. Während des Ersten Koalitionskrieges kam es ab 1794 wieder zu Truppendurchmärschen und Einquartierungen. Im Jahr 1795 plünderten französische Truppen die Orte im Amt Ellar.

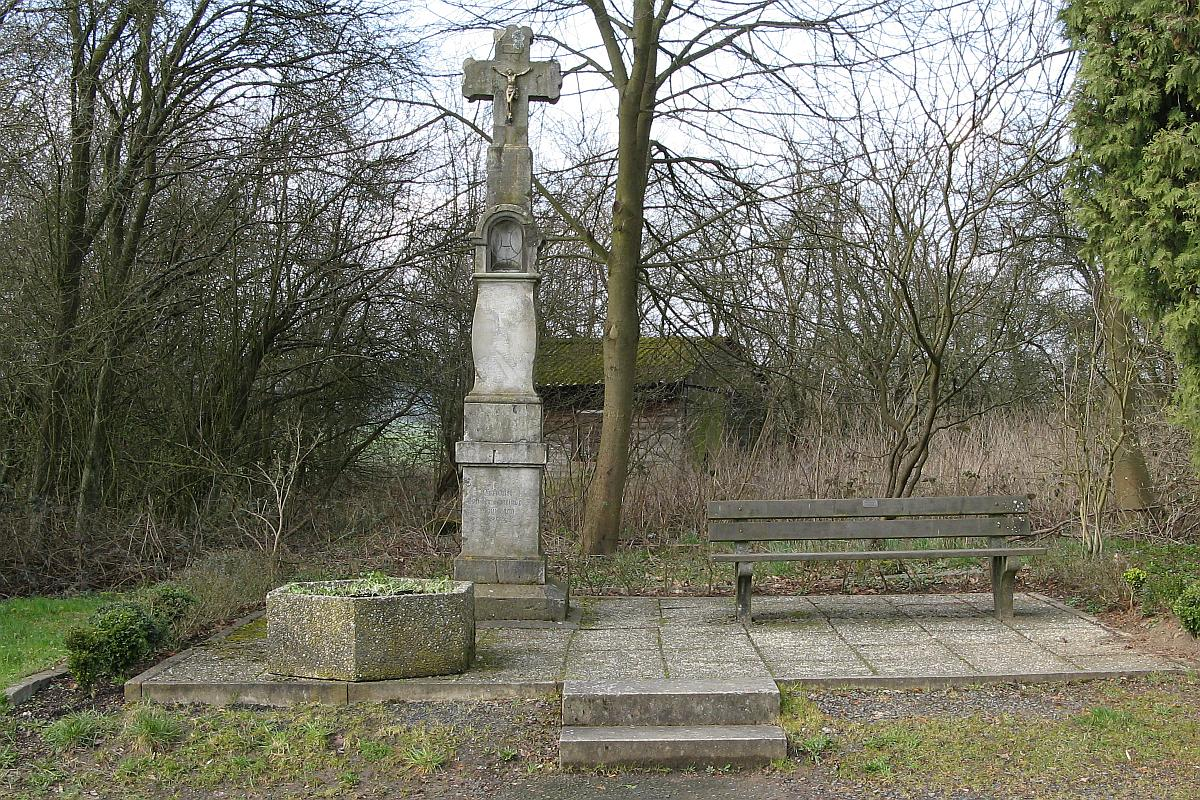
Das 1803 errichtete Feldkreuz (vermutlich das älteste noch erhaltene Bauwerk)

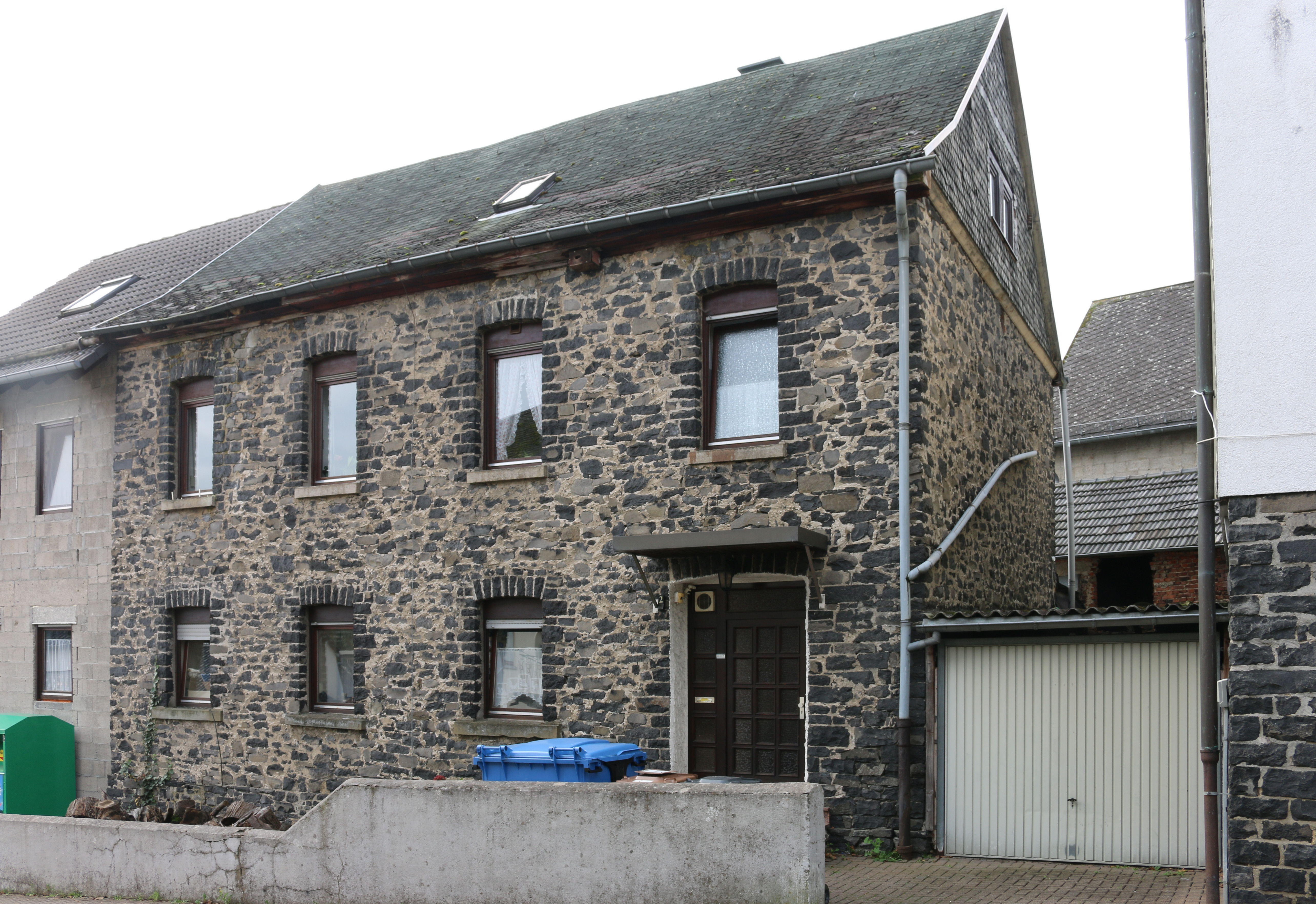
Das Schulgebäude von 1830

In der herzoglich-nassauischen Epoche nahm die Bevölkerung stark zu und die Landwirtschaft konnte die Familien nicht mehr ernähren. Viele Bewohner reisten als Hausierer vom Rheinland bis nach Sachsen und in die Schweiz. In St. Gallen unterhielten die Händler aus Fussingen und Ellar einen gemeinsamen Stützpunkt. Gehandelt wurde vor allem mit Töpferwaren, Wäsche und Kleidung. Während des 19. Jahrhunderts kam es vereinzelt zu Auswanderungen nach Nordamerika. Im Jahr 1830 wurde ein neues Schulgebäude errichtet.
Im Oktober 1848 erreichte die Deutsche Revolution den Westerwald. Nach anfänglichen Tumulten und Steuerverweigerungen brach offener Widerstand aus, als das Militär versuchte die Steuern zu pfänden. Am 5. Februar 1849 kam es zu flächendeckenden Ausschreitungen.

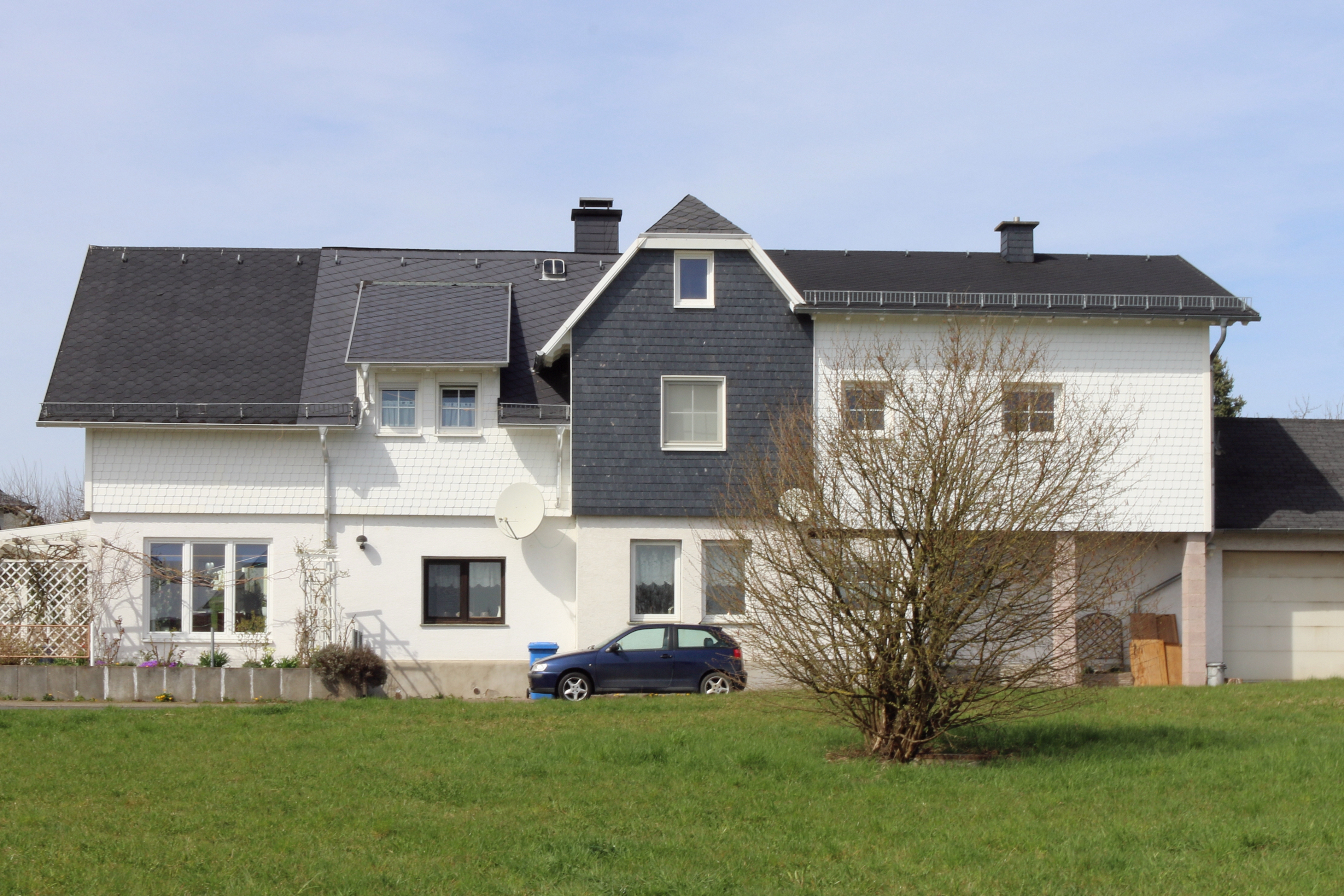
Das Bahnhofsgebäude der ehemaligen Kerkerbachbahn

Im Jahr 1887 wurde ein Friedhof angelegt. Bis zu diesem Zeitpunkt wurden die Verstorbenen auf dem Friedhof in Lahr beerdigt. Mit dem Bau des Bahnhofs der Kerkerbachbahn wurde Fussingen im Jahr 1907 an das Eisenbahnnetz angeschlossen. In den Kriegshandlungen des Ersten Weltkriegs fielen 15 Einwohner bei Kampfhandlungen, ein Einwohner wurde als vermisst gemeldet.

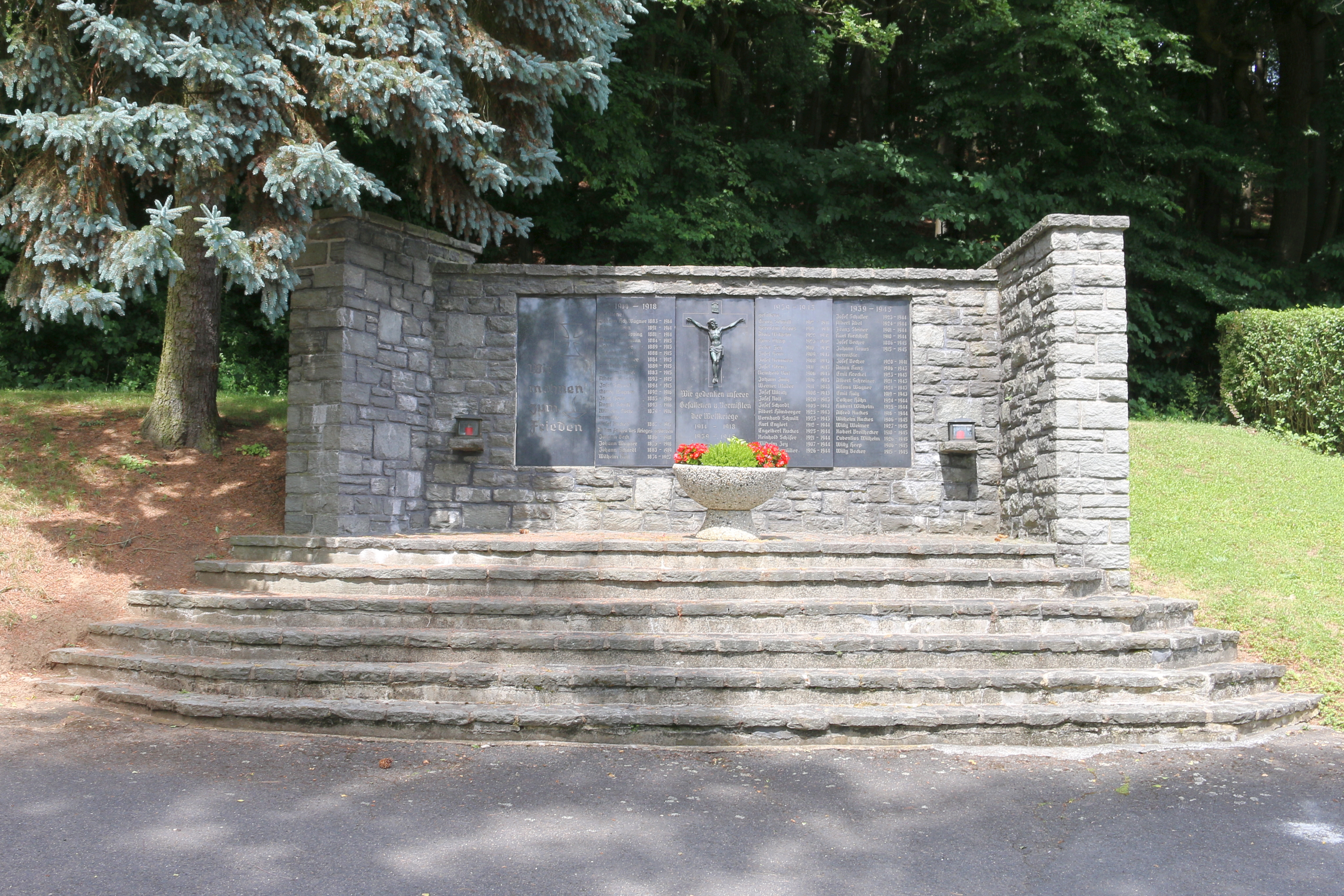
Ehrenmal für die Gefallenen beider Weltkriege am Friedhof

Nach dem Ersten Weltkrieg lag Fussingen gemäß dem Friedensvertrag von Versailles direkt an der Grenze des entmilitarisierten Streifens des Rheinlands. Truppen der deutschen Reichswehr waren hier in den Jahren 1919 bis 1924 stationiert. In Hundsangen befanden sich amerikanische Truppen, in Diez und Limburg befanden sich französische Truppen. Die gotische Kapelle wurde bereits 1914 wegen Baufälligkeit abgerissen, um an gleicher Stelle eine neue Kirche zu erbauen. Für diese Kirche wurde am 28. Mai 1916 der Grundstein gelegt. Der Bau wurde während des Ersten Weltkriegs ausgeführt und 1918 beendet. Im Jahr 1919 wurde Fussingen aus der Pfarrei Lahr gelöst und als eigenständige Kirchengemeinde der neuen Pfarrvikarie Hausen-Fussingen (ab 1921 Pfarrei Hausen-Fussingen) mit Sitz in Hausen zugeordnet. Im Jahr 1923 wurde die erste Wasserleitung von der Waldmark zum neu gebauten Hochbehälter gebaut. Gleichzeitig nutzten immer mehr Bewohner die bessere Verkehrsanbindung und pendelten als Bauarbeiter in das Rheinland und das Ruhrgebiet. Zeitweilig bestanden Busverbindungen nach Köln und Düsseldorf. Die Landwirtschaft verlor langsam an Bedeutung. Nach der Flurbereinigung in den späten 1930er Jahren endete die seit dem Mittelalter praktizierte Dreifelderwirtschaft und wurde von der Fruchtwechselwirtschaft abgelöst. Ebenfalls setzte der Tourismus als Erwerbsquelle ein. Im Jahr 1933 wurde ein Verkehrs- und Verschönerungsverein gegründet.
Vor der Machtergreifung durch den Nationalsozialismus im Jahr 1933 erbrachten die letzten freien Reichstagswahlen in Fussingen folgendes Ergebnis:
| Parteien und Wählergemeinschaften | Parteien und Wählergemeinschaften              | % 6. November 1932 | Stimmen 6. November 1932 | % 5. März 1933 | Stimmen 5. März 1933 |
| Zentrum                           | Deutsche Zentrumspartei                        | 89,4               | 245                      | 86,5           | 238                  |
| SPD                               | Sozialdemokratische Partei Deutschlands        | 1,5                | 4                        | 0,7            | 2                    |
| NSDAP                             | Nationalsozialistische Deutsche Arbeiterpartei | 2,6                | 7                        | 8,0            | 22                   |
| KPD                               | Kommunistische Partei Deutschlands             | 4,7                | 13                       | 3,3            | 9                    |
| Sonst.                            | Sonstige Parteien                              | 1,8                | 5                        | 1,5            | 4                    |
| Gesamt                            | Gesamt                                         | 100,0              | 274                      | 100,0          | 275                  |
| Wahlbeteiligung in %              | Wahlbeteiligung in %                           | 88,4               | 88,4                     | 88,7           | 88,7                 |

Im September 1936 lag Fussingen in einem ausgedehnten Manövergebiet. Am 1. November 1935 wurde Pfarrer Emil Hurm von Bad Camberg zur Pfarrei Hausen/Fussingen strafversetzt. Bereits in Bad Camberg hatte er wegen seiner Stellungnahme zum Nationalsozialismus Lehrverbot erhalten. In Hausen und Fussingen bemühte sich Hurm vor allem um die katholische Jugendarbeit. Am 2. Dezember 1939 wurde Hurm wegen seiner „fortwährend versteckten Angriffe auf Partei und Bewegung“ von der Geheimen Staatspolizei verhaftet und zuerst im KZ Sachsenhausen, ab 1940 im KZ Dachau inhaftiert. Nach dem Zweiten Weltkrieg konnte Hurm in seine Pfarrei Hausen-Fussingen zurückkehren. Während der Zeit der nationalsozialistischen Herrschaft waren die Vereine im Dorf entweder gleichgeschaltet oder stellten ihre Arbeit ein. Das Wirken der NS-Tötungsanstalt Hadamar war der Bevölkerung bekannt, vier Männer aus dem Dorf wurden dort, einer in der Landes-Heil- und Pflegeanstalt Weilmünster ermordet. Im Zweiten Weltkrieg fielen 27 Einwohner, 15 Einwohner wurden als vermisst gemeldet.
In den Jahren 1952/54 wurde in Hausen eine neue Grundschule erbaut, die seit dem 28. August 1970 auch von den Kindern aus Fussingen besucht wird. Die Fussinger Schule wurde geschlossen. Ab 1958 wurde die Kerkerbachbahn endgültig stillgelegt und bis 1960 zurückgebaut. Der Bevölkerungsanteil der Heimatvertriebenen betrug im Jahr 1961 10 % und war damit deutlich geringer als im Kreis Limburg insgesamt (19 %). Der größte Teil der Heimatvertriebenen stammte aus der damaligen Tschechoslowakei. Mit dem Wirtschaftswunder belebte sich auch der Tourismus. Der Verkehrs- und Verschönerungsverein nahm seine Tätigkeit wieder auf. Am 7. November 1973 wurde Fussingen das Prädikat eines staatlich anerkannten Erholungsorts verliehen. Im Jahr 1980 folgte der Beitritt zur Initiative Ferienland Westerwald-Lahn-Taunus. Am 24. Oktober 1984 wurde allen Ortsteilen der Gemeinde Waldbrunn (Westerwald) das Prädikat „Staatlich anerkannter Luftkurort“ verliehen, das aufgrund fehlender Bettenanzahl 2011 nicht mehr beantragt wurde. Der Fremdenverkehr war zum Erliegen gekommen. Die fortschreitende technische Entwicklung führte zu einer schrittweisen Abkehr von der Landwirtschaft. Die Pendlerbewegung verschob sich zunehmend in das Rhein-Main-Gebiet. Die Auspendlerrate lag im Jahr 2019 bei 90 %. Ab 2013 leben Flüchtlinge aus afrikanischen und asiatischen Ländern im Ort. Ein Neubaugebiet für 19 Baugrundstücke und eine Senioreneinrichtung wurde 2021 erschlossen.

## Bevölkerung

### Einwohnerentwicklung
| Jahr | Haushalte |
| ---- | --------- |
| 1608 | 16        |
| 1624 | 20        |
| 1679 | 21        |
| 1751 | 42        |
| 1804 | 51        |
| 1820 | 90        |

### Einwohnerstruktur 2011
Nach den Erhebungen des Zensus 2011 lebten am Stichtag dem 9. Mai 2011 in Fussingen 717 Einwohner. Darunter waren 21 (2,9 %) Ausländer.
Nach dem Lebensalter waren 123 Einwohner unter 18 Jahren, 285 zwischen 18 und 49, 195 zwischen 50 und 64 und 111 Einwohner waren älter.
Die Einwohner lebten in 294 Haushalten. Davon waren 84 Singlehaushalte, 81 Paare ohne Kinder und 99 Paare mit Kindern, sowie 27 Alleinerziehende und 3 Wohngemeinschaften. In 54 Haushalten lebten ausschließlich Senioren und in 210 Haushaltungen lebten keine Senioren.

### Historische Religionszugehörigkeit
Quelle: Historisches Ortslexikon
| • 1885: | ein evangelischer (= 0,21 %), 462 katholische (= 98,93 %), 4 jüdische (= 0,86 %) Einwohner |
| • 1961: | 4 evangelische (= 0,74 %), 535 katholische (= 98,35 %) Einwohner                           |

## Religion
Die vorherrschende Religion ist römisch-katholisch. Ungefähr 53 % der Einwohner gehören diesem Glauben an. Mit den Sternsingern, der Fronleichnamsprozession, dem St. Martinsumzug und dem Klappern von Gründonnerstagnacht bis Karsamstag  wirkt die Gemeinde im Dorf über die Kirche hinaus. Zahlreiche Bildstöcke und Wegkreuze prägen das Ortsbild und die Gemarkung.
Ungefähr 16 % der Einwohner gehören der evangelischen Kirche an. Die nächste evangelische Kirche ist in Neunkirchen. Circa 28 % der Einwohner gehören nichtchristlichen Religionsgruppen an oder sind konfessionslos. Stand 1. Februar 2020, Gemeinde Waldbrunn Westerwald.

## Politik
Der Ort gehört bei Wahlen zum Deutschen Bundestag zum Bundestagswahlkreis Rheingau-Taunus – Limburg. Bei Wahlen zum Hessischen Landtag gehört er zum Limburg-Weilburg I.

### Ortsbeirat
Mit der Gebietsreform ist die Gemeindeverwaltung auf die Gemeinde Waldbrunn (Westerwald) übergegangen. Bis zum Jahr 2016 bestand im Ort ein Ortsbeirat aus fünf Mitgliedern. Bei den Wahlen 2016 und 2021 gab es zu wenig Kandidaten, so dass kein Ortsbeirat gewählt werden konnte. Ein Ortsbeirat hat gegenüber der Gemeindevertretung Vorschlags- und Anhörungsrecht in den Angelegenheiten, die den Ort betreffen.
Die Wahl des Ortsbeirats richtet sich nach dem hessischen Kommunalwahlrecht. Dieses sieht das Kumulieren und Panaschieren vor.
| Parteien und Wählergemeinschaften | Parteien und Wählergemeinschaften           | Sitze 2011 | Sitze 2006 | Sitze 2001 |
| CDU                               | Christlich Demokratische Union Deutschlands | 3          | 3          | 3          |
| SPD                               | Sozialdemokratische Partei Deutschlands     | 0          | 1          | 1          |
| BLW                               | Bürgerliste Waldbrunn                       | 2          | 1          | 1          |
| Gesamt                            | Gesamt                                      | 5          | 5          | 5          |

### Wappen
Blasonierung: Ein gespaltener Schild, vorne (= links) in Gold ein herschauender blaubewehrter roter Löwe nach links, hinten (= rechts) in Blau zwischen goldenen Schindeln ein rot bewehrter goldener Löwe. [blau- bzw. rotbewehrt sind Krallen und Zunge]
Begründung: Das Wappen von Fussingen zeigt rechts den Löwen der Grafschaft Katzenelnbogen in Rot auf Gold (der Löwe schaut nach vorn und streckt die Zunge heraus) und links den Löwen des Hauses Nassau in Gold auf Blau sowie sechs goldene Schindeln, vgl. das Wappen von Waldbrunn (Westerwald).

## Kultur und Sehenswürdigkeiten

### Sprache
Die ältere Generation spricht Fussinger Platt, das mit dem Wäller Platt, einer moselfränkischen Dialektgruppe, bis auf einige Besonderheiten übereinstimmt. So ist das häufigste Wort die Begrüßung „Guure“, das in seier Verwendung zu jeder Tages- und Nachtzeit dem norddeutschen Moin entspricht. Eine Fussinger Besonderheit ist die Verniedlichung „jə“ für „chen“, wovon bei jeder Gelegenheit – und die bietet sich fast immer – Gebrauch gemacht wird: Maadjə, Kannjə Kippjə, Kneipjə, Faggəljə.
Die Ziffern eins, zwei und drei werden im Hochdeutschen nicht dekliniert außer im Genitiv („die Mutter zweier Kinder“), im Platt aber schon. Hier als Beispiel die Ziffer zwei:
- zwi Minnər – zwei Männer (männlich/maskulin)
- zwu Biggsə – zwei Büchsen (weiblich/feminin)
- zwa Kearn – zwei Kinder (sächlich/neutrum)
- zwa Weisleu – zwei Frauen (sächlich/neutrum) Neutrum deshalb, da die Einzahl das Geschlecht bestimmt: „dodd Weisminnsch“ ist sächlich.

Das Kirmeslied beginnt mit: Mir sean alles Fussingər Bouwə -  Wer woard will, də sull us roufə,
und der Kirmesspruch: Wimm eass də Kirmes? – Us  /   Earn sə wird - gehaalə

### Vereine
Das kulturelle Leben des Dorfs wird von den Vereinen getragen. Das Vereinsleben in Fussingen ist besonders durch die 1933 gegründete Freiwillige Feuerwehr (seit 13. Mai 1977 mit Jugendfeuerwehr) und die vergleichsweise vielen musikalischen Vereine wie dem Männergesangsverein Liederkranz (gegründet 1907), dem Frauenchor Fussingen (gegründet 1989) oder der Original Waldbrunner Blaskapelle (gegründet 1968 als Musikverein Fussingen e. V.) geprägt.

### Sport
Der Ort verfügt über einen Fußball-Rasenplatz. Mehrere Vereine wie der Sportverein Rot-Weiß (gegründet 1925) und der Gymnastikverein organisieren ein sportliches Programm. Im Jahr 1966 gründeten die Fußballer des Sportvereins gemeinsam mit dem TuS DJK Blau-Weiß Hausen eine Spielgemeinschaft. Im Jahr 2003 trat der Turn und Sportverein e. V. Lahr der Spielgemeinschaft bei, die SG Hausen/Fussingen/Lahr hieß. Im April 2006 ging sie in den neue gegründeten FC Waldbrunn 2016 e. V. auf. Deren erste Fußballmannschaft spielt zurzeit in der Fußball-Verbandsliga Hessen Mitte.
Seit dem Jahr 1955 ist der Taubenverein in der Förderung des Brieftaubensports tätig.

### Naturschutz
Östlich des Ortes befindet sich mit den Wiesen nördlich Lahr ein Fauna-Flora-Habitat-Schutzgebiet. Dieses Schutzgebiet dient besonders den gefährdeten Arten Dunkler (Maculinea nausithous) und Heller Wiesenknopf-Ameisenbläuling (Maculinea teleius) als Lebensraum.

### Bauwerke

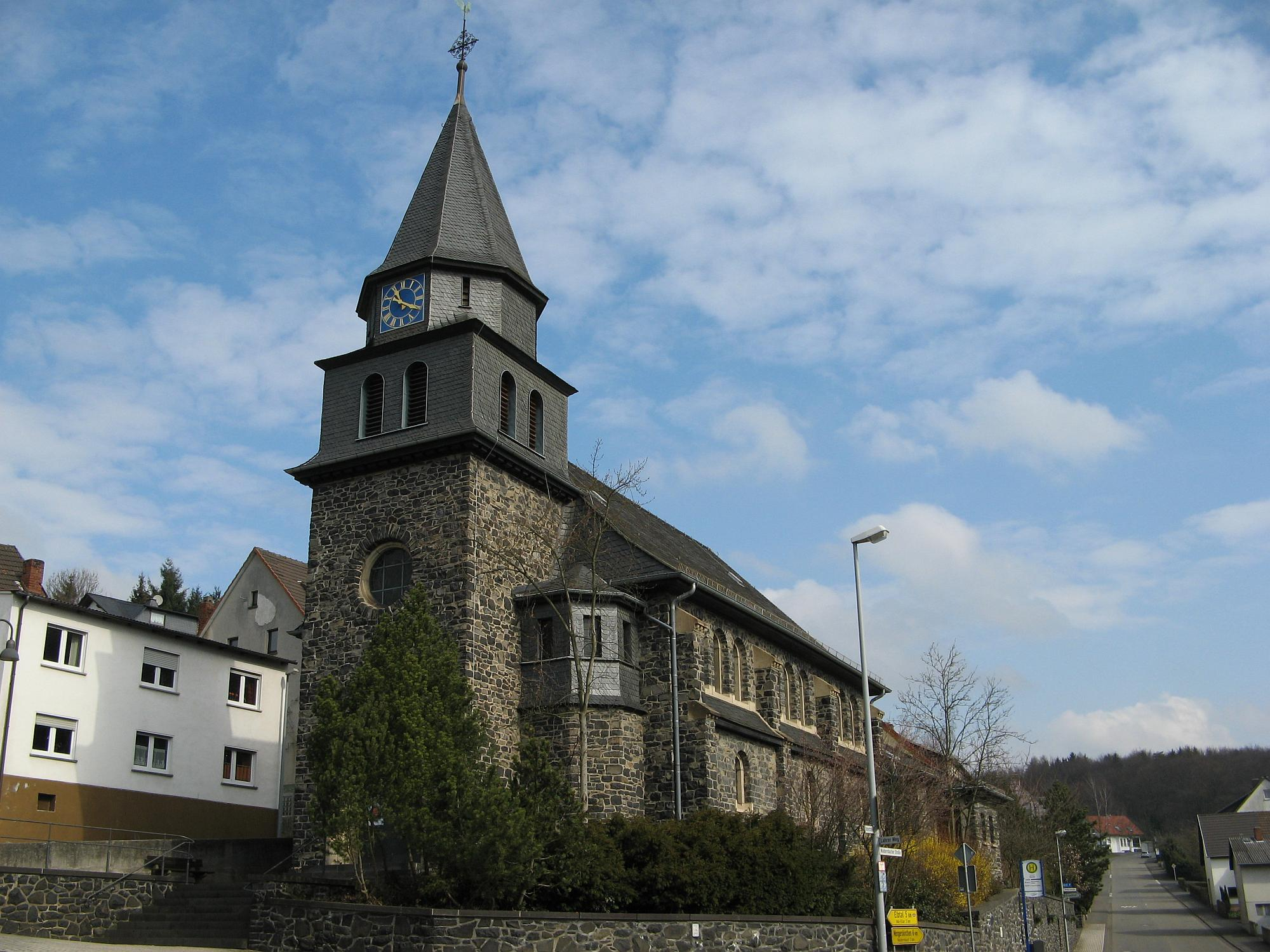
Die 1916–1918 erbaute Kirche St. Leonhard

Die katholische Kirche „St. Leonhard“ wurde zwischen 1916 und 1918 während des Ersten Weltkriegs erbaut. Sie ist dem heiligen Leonhard von Limoges geweiht. Die Kirche ist im neogotischen Stil erbaut. Als Baumaterial diente örtlich anstehender Basalt. Die heute vorhandenen Glocken wurden nach 1945 angeschafft, da die alten Glocken während des Zweiten Weltkriegs eingeschmolzen wurden.
Die Innengestaltung der Kirche übernahm der aus Fussingen stammende Künstler Paul Grimm. Sie umfasst die Einheit aus Christ-Königs-Bild, das Muttergottes-Bild, Kanzel, Altar, Kreuz und Tabernakel. Im Jahr 2004 erfolgte die letzte Renovierung der Kirche.
Als Vorgängerbau befand sich an gleicher Stelle eine gotische Kapelle mit unbekanntem Baudatum, erstmals 1576 (templi zu Vossingen) urkundlich erwähnt. Diese wurde im Jahr 1914 wegen Baufälligkeit gesperrt und abgerissen. Der 1767 erbaute Altar der Kapelle wurde zunächst in der Kirche aufgestellt. Die Kapelle war ebenfalls dem heiligen Leonhard geweiht. Das heute älteste Bauwerk Fussingens dürfte das Steinerne Feldkreuz am Lahrer Weg sein. Dieses Feldkreuz wurde 1803 errichtet. Das schlanke Kruzifix ist 3,80 Meter hoch.
Wie die katholische Kirche gehört auch das Feld- und Wegekreuz auf der Gucks und der Lag zu den Kulturdenkmälern in Hessen. Die komplizierte Vieleckform und Gliederung des Sockels entspricht einer Entstehungszeit Mitte des 19. Jhs.
Am 4. Oktober 1975 wurde das Pfarrheim eingeweiht. Da es keine Gaststätten mehr im Ort gibt, ist es nun der kulturelle Mittelpunkt des Ortes für Vereine, Gruppen und Festlichkeiten. Ein neues Dach ist für 2022 geplant.

### Regelmäßige Veranstaltungen
Das wichtigste Fest des Dorfs ist die Kirmes vier Wochen nach Pfingsten. Die Fastnacht wird mit Kappensitzungen gefeiert, die der Fussinger Fastnachtsverein ausrichtet. Er richtet auch am Fastnachtssonntag eine Kinderfasching aus.
Seit 2002 findet jährlich die Veranstaltung Waldbrunn on the Road / Waldbrunn uf de Baa statt. Für den Rad-, Wander- und Skatertag werden die Straßen in Waldbrunn und den Nachbarorten für den Kraftfahrzeugverkehr gesperrt. Die Veranstaltung wird von einem umfangreichen Rahmenprogramm begleitet.

### Kulinarische Spezialitäten
Die regionale Küche entspricht der westerwaldtypischen Küche. Diese beschrieb Johann Textor in seiner Nassauer Chronik 1617 mit den Worten: „Die Hausspeisen / so wol bey den Bürgern in den Stätten / als den Bau- und Dorfleuten auf dem Lande / seind entweder von rein: oder aber mit Gersten / Hafern / Bohnen etc. gemengtem Korn gebackene Brot: Bey maalzeiten / und sonst auch wol Weck od' Weizenbrot: frisch Kalb: Hämmel: Schaf: Rind und Schweinenfleisch: Suppen oder Brühe / etwa auch vom Wein / Bier oder Milch gemacht.“ Zu dieser Liste ist in den folgenden Jahrhunderten noch die Kartoffel als wichtiges Nahrungsmittel hinzugetreten.
Zu den einheimischen Gerichten gehört z. B. das Pfännchen. Hierbei handelt es sich um gebackene Eier mit Speck, Blut- und Leberwurst. Ebenfalls ist der Dippekuchen aus geriebenen Kartoffeln mit gewürfeltem Schinken und Eiern gebraten ein traditionelles Gericht, als Beilage wird er mit Äppelmok (Apfelmus) verzehrt. Ein weiteres traditionelles Gericht ist der „Westerwälder Eierkäse“, eine Süßspeise aus gestockten Eiern mit Milch und Zucker, für dessen Zubereitung mit der Eierkässeih (Eierkäsesieb) ein spezielles Geschirr benötigt wird.
Traditionelle Getränke sind Apfelwein und Kornbrand. Mittlerweile hat das Bier jedoch die vorherrschende Bedeutung. Wie in anderen Orten wurde zu Silvester Brocksel zubereitet. Dabei handelt es sich um eine Speise aus Lebkuchen, braunem Kandiszucker und Kornbrand.

## Wirtschaft und Infrastruktur

### Wirtschaftsstruktur
Fussingen ist Sitz der Gemeindeverwaltung der Gemeinde Waldbrunn (Westerwald). Der Ort verfügt über das zentrale Gewerbegebiet der Gemeinde, das auch Einkaufsmöglichkeiten für den täglichen Bedarf bietet (Lebensmittel, Kleidung, Post). Daneben bestehen ortsübliche Handwerks- und Dienstleistungsbetriebe. Die wichtigste Erwerbsquelle ist das Pendeln nach Limburg und in das Rhein-Main-Gebiet.
Der Ort besitzt ein Dorfgemeinschaftshaus, in dem eine öffentliche Bibliothek untergebracht ist.

### Brandschutz
Die Freiwillige Feuerwehr Fussingen sorgt seit dem Jahr 1933 (ab 13. Mai 1977 mit ihrer Jugendfeuerwehr) für den abwehrenden Brandschutz und die allgemeine Hilfe im Ort.

### Verkehr

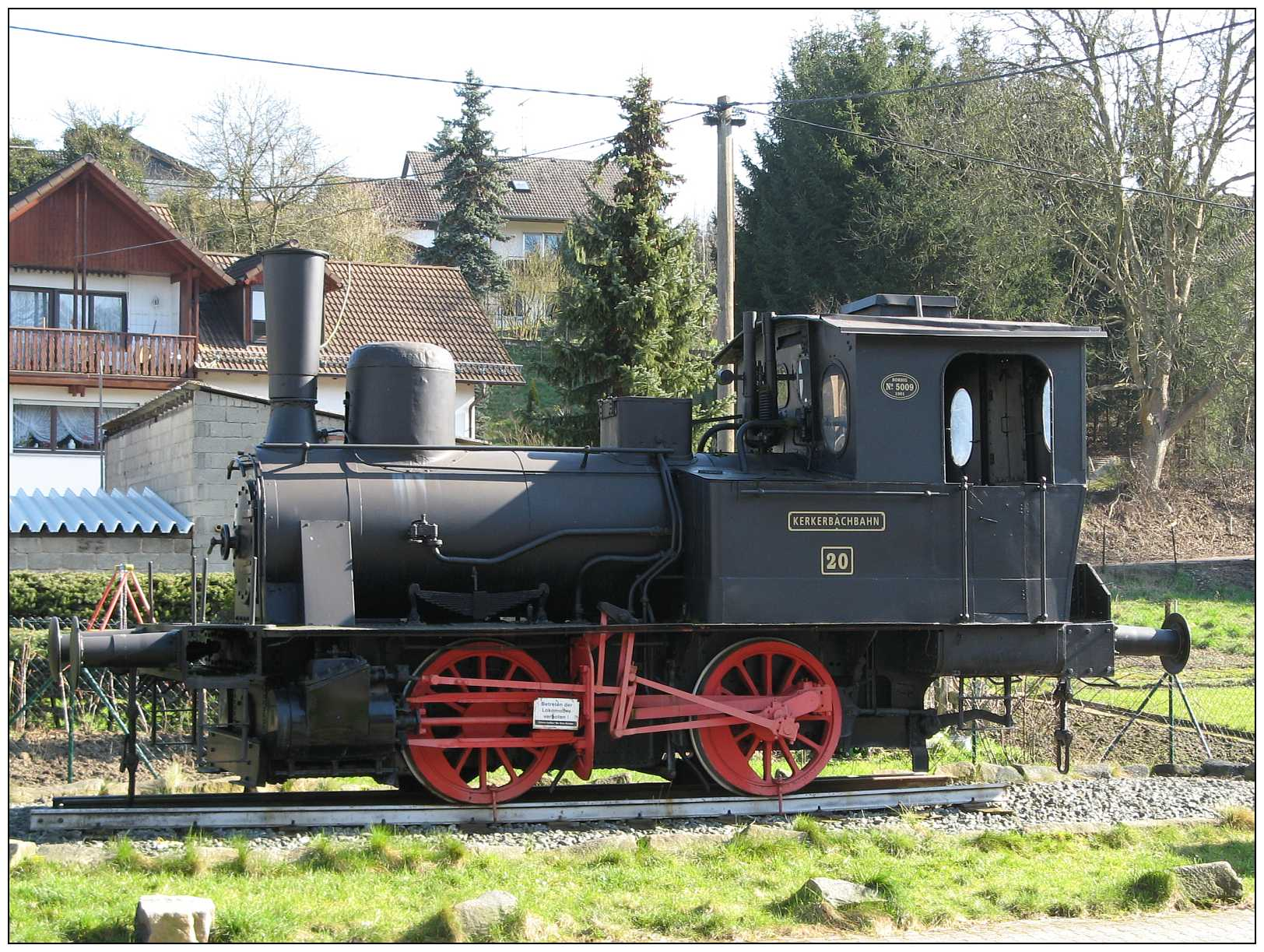
Die Lokomotive der Firma Borsig, Baujahr 1901, wurde als Denkmal für die Kerkerbachbahn in Heckholzhausen aufgestellt

Durch den Ort verlaufen keine Fernstraßen. Die Anschlussstellen an die Bundesstraße 49 befinden sich in Heckholzhausen und bei Obertiefenbach. Die nächste Anschlussstelle an die Bundesstraße 54 ist in Dorchheim.
Seit der Stilllegung der Kerkerbachbahn 1958 existiert keine Bahnlinie mehr. Es verkehren jedoch regelmäßig Buslinien nach Limburg an der Lahn, nach Hadamar und Mengerskirchen. Die Entfernung zum Flughafen Frankfurt beträgt etwa 80 km.
Durch Fussingen verlaufen der Hessische Radfernweg R8 und der Kerkerbachtalradweg. Der Ort hat ein ausgedehntes Netz an ausgeschilderten Wanderwegen.

### Bildung
In Fussingen besteht ein Kindergarten. Die nächste Grundschule ist in Hausen. Als weiterführende Schule dienen als Haupt- und Realschule die Westerwaldschule in Waldernbach. Das nächste Gymnasium ist in Hadamar, weiterhin werden weiterführende Schulen in Limburg an der Lahn besucht.

## Persönlichkeiten
- Emil Bartoschek (* 30. Juli 1899 in Czuchow, Oberschlesien; † 26. Februar 1969 in Waldbrunn/Fussingen) war ein deutscher Maler, Schüler von Johannes Itten am Bauhaus Weimar und Meisterschüler von Karl Mueller und Oskar Moll an der Staatlichen Akademie für Kunst und Kunstgewerbe in Breslau.
- Hildegard Grunert-Bartoschek (* 20. Juni 1920 in Soldin/Mark Brandenburg, heute Myślibórz, Polen; † 24. April 2013 in Waldbrunn), deutsche Malerin und Keramikerin, seit 1965 verheiratet mit Emil Bartoschek. Ab 1965 wohnte das Künstlerehepaar in Fussingen.
- Paul Grimm (Künstler), (* 29. Juni 1926 in Fussingen; † 5. Juli 2018) war ein deutscher Künstler, Schüler von Bruno Goller und Meisterschüler von Ewald Mataré an der Kunstakademie Düsseldorf, Erfinder der Feuerplastik und der lebendigen Plastik, Autor des Lehrbuch „Das Wesen der Plastik“ und Ehrenprofessor an der Srinakharinwirot-Universität in Bangkok, Thailand.
- Wolfgang Erler (* 17. Mai 1957 in Fussingen), Gewerkschafter und Politiker (CDU), Mitglied des Deutschen Bundestages.